# 梅因斯城堡

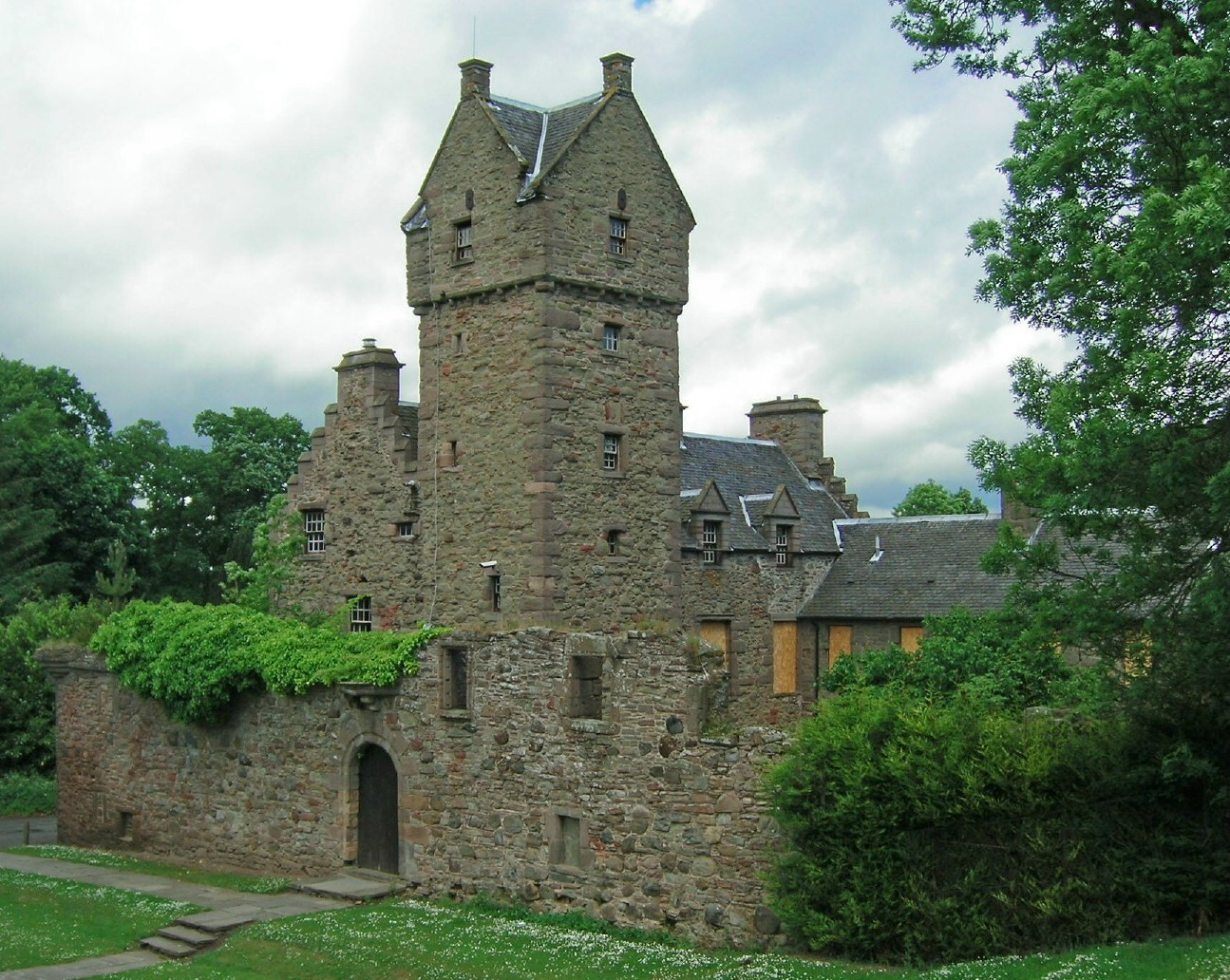
在西南方看梅因斯城堡

梅因斯城堡（英語：Mains Castle，又稱為克拉弗豪斯城堡和芬特里城堡）是一座位於蘇格蘭鄧迪的城堡，建立16世紀。城堡包括幾幢建築物及一個庭院，儘管有些建築物已不存在。城堡有一座大，高6層的塔樓。目前城堡屬於A項登錄建築。詩人威廉·麦戈纳格尔的作品The Castle of Main便是描述梅因斯城堡。